# Madocita
La madocita és un mineral de plom, antimoni arsènic i sofre, químicament és un sulfur de plom, antimoni i arsènic, de fórmula Pb18(Sb,As)15S41, de color gris fosc i una densitat de 5,98 g/cm³, cristal·litza en el sistema ortoròmbic. El seu nom fa referència a la localitat de Madoc, Ontario, Canadà, on fou descoberta.